# Crottes-en-Pithiverais
Crottes-en-Pithiverais è un comune francese di 335 abitanti situato nel dipartimento del Loiret nella regione del Centro-Valle della Loira.

## Storia

### Simboli
Lo stemma del Comune è stato adottato il 22 ottobre 2013.
Crottes-en-Pithiverais assorbì il comune di Teillay-Saint-Benoît il 30 dicembre 1972, di conseguenza la composizione dello stemma si basa sull'etimologia dei toponimi dei due comuni associati. La torcia fa riferimento al comune di Crotte, che deve il suo nome alla parola grotte ("grotta") a causa delle numerose cavità naturali presenti nel territorio, in cui la torcia è necessaria per la loro esplorazione; la foglia rappresenta l'albero di tiglio (in francese tilleul) da cui deriva il nome Teillay.

## Società

### Evoluzione demografica
Abitanti censiti